# Thoiry Remix
Thoiry Remix (noto anche con il nome Thoiry Remix (Samba Trap Vol. 3 - Mitraglia Rec)) è un singolo del cantante italiano Achille Lauro, pubblicato il 24 gennaio 2018 come terzo estratto dal quarto album in studio Pour l'amour.

## Descrizione
Il singolo è un remix effettuato da Achille Lauro e dal suo produttore Boss Doms del brano Thoiry di Quentin40 e Puritano. Vede la partecipazione di Gemitaiz e viene trasmesso dalle emittenti radio nazionali dal 26 gennaio 2018. È considerato il terzo singolo della samba trap, una corrente musicale creata dal duo Lauro-Doms.

## Video musicale
Il 15 novembre 2017 Lauro De Marinis, Gemitaiz e Quentin40 hanno organizzato un raduno a Piazza del Duomo, Milano, tramite social network il giorno prima. Si sono presentate più di 2 000 persone, compreso lo stilista Marcelo Burlon. Il video, diretto da Mattia di Tella, vede i rapper ballare e camminare in una marcia assieme ai loro fan.

## Tracce
Testi di Lauro De Marinis, Vittorio Crisafulli, Daniele Rossetti e Davide De Luca, musiche di Edoardo Mannozzi e Ruben Manupelli.
1. Thoiry Remix (ft. Gemitaiz, Quentin40, Puritano) – 2:55